# Canone pāli

Dhammacakka, "La ruota del Dhamma", è costituita da otto raggi che rappresentano il Nobile ottuplice sentiero.

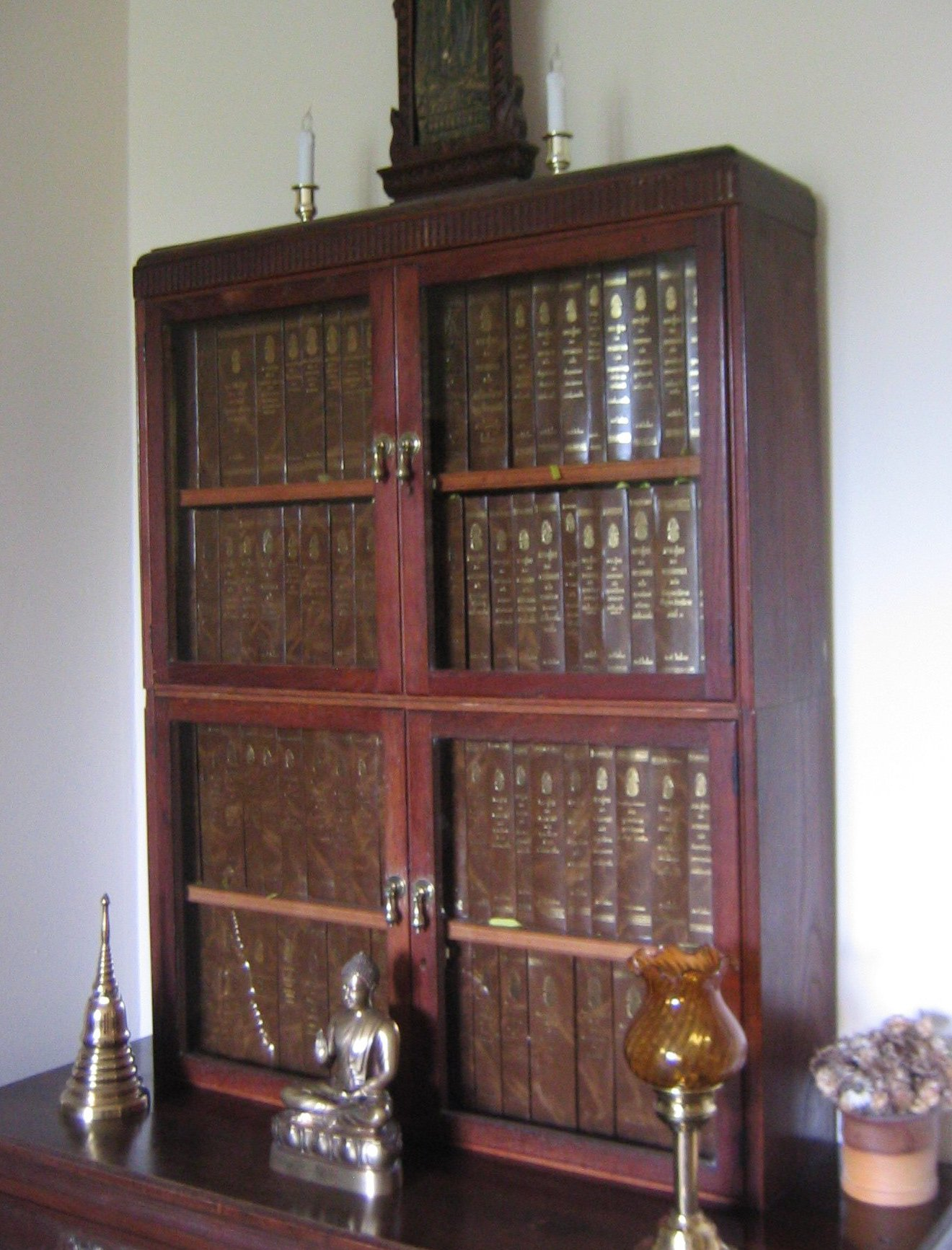
Edizione standard del Canone pāli thailandese

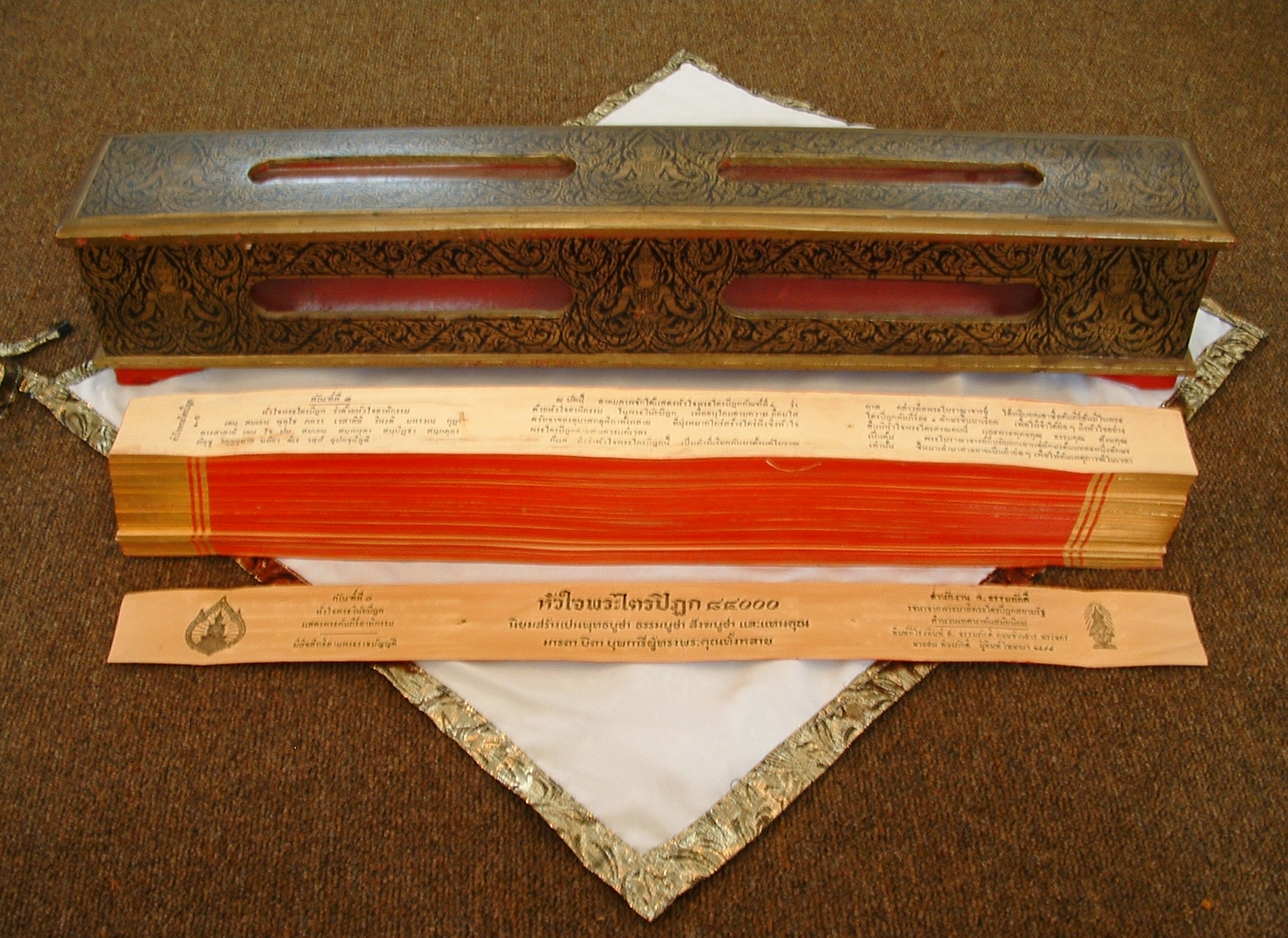
Un'antica edizione thailandese del Canone pāli

Il Canone pāli o Tipiṭaka (pāli, letteralmente "Tre canestri"; sanscrito Tripiṭaka (त्रिपिटक); cinese Sānzàng (三藏S); giapponese Sanzō (三藏?); coreano Samjang (삼장); khmer Traipětâk (ត្រៃបិតក); singalese Tipiṭaka (තිපිටක); thailandese Traipidok (ไตรปิฎก); vietnamita: Tam tạng) è la più antica collezione di testi canonici buddisti pervenutaci integralmente.
Il Canone è il pilastro del Buddismo Theravāda ed è attualmente praticato in Birmania, Thailandia, Cambogia, Laos e Sri Lanka.

## Origini
Secondo la tradizione della scuola Theravāda il loro contenuto fu fissato in forma orale durante il primo concilio buddista a Rājagaha subito dopo la morte del Buddha e furono messi per iscritto in Sri Lanka nel I secolo a.C. da parte della comunità del monastero Mahāvihāra, anche se l'edizione del Canone pāli di cui disponiamo oggi risale al V secolo d.C..

## I Tre Canestri e i cinque Nikāya
Questi scritti si possono dividere in tre categorie, i cui fogli dei primi manoscritti, originariamente consistenti in foglie di palma, erano conservati in canestri, da cui il nome collettivo (tipiṭaka, pāli, da ti, tre, e piṭaka, cesto o canestro, tripitaka in sanscrito).

### Vinayapiṭaka "canestro della disciplina"
Il primo "canestro", il Vinaya Piṭaka, è la disciplina monastica, contenente le regole dell'ordine e le procedure da seguirsi in caso di infrazione da parte di un monaco, insieme al resoconto delle circostanze che hanno portato alla promulgazione di ciascuna regola si suddivide in:

#### Suttavibhaṅga
Il testo è composto da altri due testi:
- Mahāvibhaṅga - le "Grandi suddivisioni", riguarda la disciplina dei monaci
- Bhikkhunīvibhaṅga - "Suddivisione delle monache", riguarda la disciplina delle monache.

#### Khandhaka
Denominati "I frammenti", ed è un gruppo di testi formato dal Mahavagga o "Gruppo Grande" e dal "Cullavagga" o "Gruppo piccolo".

#### Parivārapāṭha
Denominata "Il seguito", l'opera che riguarda la disciplina fu contestata dalla scuola Dhammarucya dello Sri Lanka.

### Suttapiṭaka o Cinque Nikāya
Il secondo "canestro", il Sutta Piṭaka, contiene resoconti della vita e degli insegnamenti del Buddha. Il Sutta Piṭaka è a sua volta suddiviso nei cinque Nikāya, elencati nella relativa voce.

#### Dīghanikāya
Raccolta dei sutta lunghi ed è composto da 34 sutta, suddiviso a sua volta in tre gruppi.
- Silakkhandhavagga - la divisione sulla moralità [sutta 1-13]
- Mahāvagga - la grande divisione [sutta 14-23]
- Patikavagga - la divisione Patika [sutta 24-34]

#### Majjhimanikāya
Raccolta dei sutta di media lunghezza ed è composto da 152 sutta.

#### Samyuttanikāya
Raccolta suddivisa per argomenti, costituita da 56 argomenti che raccolgono 7762 sutta.

#### Anguttaranikāya
Denominata "Raccolta di sutta raggruppati in successione numerica"; si tratta di una raccolta che raggruppa 2300 sutta classificati per argomenti diversi.

#### Khuddakanikāya
Denominata "Raccolta dei sutta brevi" ed è composta da quindici o diciotto sezioni, a seconda della scuola.
1. Khuddakapatha - "Lezioni brevi"
2. Dhammapada - "I versi del Dhamma", suddiviso in 26 stanze e composto da 423 versetti
3. Udana - "Versetti di edificazione", composta da 80 sutta brevi
4. Itivuttaka - raccolta denominata "Così fu detto", composta da 112 sutta
5. Suttanapata - "Gruppo di discorsi", composto da 71 testi in versi
6. Vimanavatthu - "Storie delle dimore divine"
7. Petavatthu - "Storie degli spiriti avidi"
8. Theragatha - "Stanze degli anziani", composta da 264 poemi
9. Therigatha - "Stanze delle monache anziane", composta da 73 poemi
10. Jataka - "la ghirlanda delle rinascite. Storie delle vite passate del Buddha", composta di 547 testi
11. Niddesa - "Le dissertazioni"
12. Patisambhidamagga - "La via del completo discernimento"
13. Apadana - "Storie delle vite passate di monaci e monache".
14. Buddhavamsa - "Il linguaggio dei Buddha" racconta la storia dei ventiquattro Buddha antecedenti a Sākyamuni
15. Cariyapitaka - "Il canestro della condotta (del bodhisatta prima che diventasse Buddha)"
16. Nettippakarana (solo nell'edizione birmana del Tipitaka)
17. Petakopadesa (solo nell'edizione birmana del Tipitaka)
18. Milindapañha (solo nell'edizione birmana del Tipitaka) "Le domande del re Milinda"

### Abhidhammapitaka
Il terzo "canestro" è l'Abhidhamma Piṭaka ed è una raccolta di testi che elaborano ulteriormente diversi concetti e tesi della dottrina presentati nel Sutta Pitaka, giungendo ad una loro trattazione filosofico-metafisica. È composto di sette testi:
1. Dhammasangani - Raccolta o "Catalogo dei fenomeni che costituiscono l'universo"
2. Vibhanga - Raccolta che illustra la "Suddivisione dei fenomeni"
3. Dhatukatha - "Dissertazione sugli elementi"
4. Puggalapaññatti - Raccolta o "Descrizione delle personalità umane"
5. Kathavatthu - Raccolta denominata "Delle domande" o "Punti controversi"
6. Yamaka - Raccolta che riguarda "Le risposte appaiate"
7. Patthanapakarana

Riguarda le "Relazioni causali dei fenomeni".

## Ricerche storiografiche sul Vinaya pāli
Se l'odierno Vinaya pāli sia o no quello cui si attenevano le prime comunità monastiche buddiste è stato a lungo oggetto di studio e di controversia.
Secondo i primi studiosi che si interessarono alla letteratura del Vinaya pāli, quello dell'odierno sangha theravāda ha radici antiche quanto il buddismo e anzi ancora più antiche.
Così, ad esempio, si fanno risalire diverse caratteristiche della regola monastica buddista a movimenti ascetici prebuddisti. Nel 1939 scriveva ad esempio la studiosa indiana Durga Bhagvat: 
 In particolare, fa risalire le regole pertinenti il brahmacārin, ossia alla rinuncia (al sesso, all'alcool, al denaro ecc.) all'omonimo movimento ascetico. Inoltre, ritiene «il terzo e il quarto dei Nissaya come principalmente basati sui costumi osservati dai Paribbājaka». Il tenere un'assemblea dei monaci il quattordicesimo o il quindicesimo giorno del mese lunare risalirebbe invece alla pratica dei sacrifici rituali dei Darśa e dei Pūrṇamāsa, come dettagliati nel Śatapatha-Brāhmaṇa, II 1, 4; I, 1. Altre regole erano state introdotte in reazione ai costumi di altri movimenti ascetici contemporanei. Ad esempio, i bhikkhu non dovevano ricevere il cibo elemosinato nelle loro mani perché così facevano i Titthiya.

Secondo alcuni studiosi contemporanei, la genesi del Vinaya Theravāda sarebbe da ritenersi sì controversa, ma comunque successiva a quella di altre scuole e dovuta al fondamento di alcuni scismi. Si sostiene ad esempio che, all'epoca del terzo concilio buddista,
Tale tesi viene contestata dalla ricerca del monaco theravāda e studioso australiano Bhante Sujato il quale indica come nel secondo concilio buddista un partito, denominato Vajjiputtaka, ossia "i figli dei Vajji", intendeva permettere il possesso di denaro ai bhikkhu, mentre i monaci dell'ovest e del sud, indicati nel Vinaya dei Theravādin come i Pāveyyaka, ossia "quelli di Pāveyya", erano contrari a questa dipartita dalla regola fino ad allora comunemente accettata. Tale dipartita sarebbe stata dovuta non ad una deliberata reinterpretazione della disciplina, ma alle distanze geografiche che separavano le comunità coinvolte. Il concilio si concluse con la condanna della pratica del sangha Vajjiputtaka, e «tutti i Vinaya concordano che la disputa a Vesali si risolse senza uno scisma», a dimostrazione che le comunità del tempo concordavano su una condotta monastica valida per tutti.

Lo scisma, sempre secondo Sujato, si ebbe qualche anno dopo per motivi non legati al Vinaya, ma per via di diatribe dottrinali, ossia sulla possibile presenza di imperfezioni mentali negli arahant. Questa volta mancò l'intesa e i Mahāsaṅghika si staccarono dai Thera, dai quali poi si evolsero i Theravādin. Da quanto risulta dai resoconti dei concili buddisti è possibile ricostruire il contenuto di varie regole monastiche delle comunità che vi avevano preso parte, e risalta come i Vinaya dei Thera e dei Mahāsaṅghika fossero identici per quanto riguarda i punti contesi. L'Autore rileva comunque che

## Datazione dei Nikāya del Canone pāli
In genere le raccolte in cui è diviso contengono testi sia antichi e probabilmente testimoni delle autentiche vicende delle prime comunità monastiche e dell'insegnamento del Maestro, che testi più recenti e successivi i primi di secoli. Ad esempio, nell'Assalāyanasutta (nº 93) del Majjhima Nikāya si confronta il sistema sociale castale indiano con quello greco privo di caste, il che porta a datare questo testo a non prima del III secolo PEV. E però il Māra Saṃyutta e il Bhikkhunī Saṃyutta del Saṃyutta Nikāya sono notevoli per il loro uso di una lingua arcaica. Caroline Augusta Foley Rhys Davids ha osservato in un'opera del 1915 come nei più importanti punti dottrinali il Sutta Piṭaka si riveli il prodotto di una comunità unita, che non ha ancora vissuto eventi scismatici. In questo concorda Nalinaksha Dutt in una sua opera del 1930. La Rhys Davids, tuttavia, nel 1928, osserva che il Canone pāli potrebbe non riportare direttamente l'autentico insegnamento del Buddha Shakyamuni.
Da fonti esterne si può evincere come tutti i cinque Nikāya del Sutta Piṭaka abbiano preso la loro forma attuale prima della composizione del Milinda Pañha, composto nel I secolo d.C.

Barua fa notare come studi accademici che hanno preso in considerazione i brani più arcaici del Kathāvatthu dell'Abhidhamma Piṭaka hanno portato a considerare questo testo risalente al III secolo a.C., il che porta a datare una buona parte dei Nikāya al IV secolo a.C. sia per giustificare il loro essere citati all'interno dell'opera più tarda che in ragione di considerazioni stilistiche, linguistiche e dottrinali.
L'editto di Bhāru dell'imperatore Aśoka dimostra come almeno parte dei primi quattro Nikāya abbiano preso una forma definitiva durante il III secolo a.C..
Confronti con altre fonti epigrafiche, riportati in uno studio del 1933, permettono di datare molti testi dei cinque Nikāya a prima del II secolo a.C..
Alcuni studi più recenti ritengono però che la versione del canone pāli che ci è giunta per opera della comunità monastica del Mahāvihāra di Anurādhapura, Sri Lanka, sia stato redatto per fornire alla comunità di questo monastero «una base istituzionalizzata per la crescita e lo sviluppo continuo della tradizione theravādin. Inoltre la comunità del Mahāvihāra aveva una base testuale apparentemente ortodossa e autorevole in base alla quale confutare i propri rivali della comunità del monastero dell'Abhayagiri, di tendenza mahāyānica.». Va precisato, inoltre, che la redazione del Canone pāli giunto fino a noi risale alla fine del V secolo d.C. quando la versione attribuita al periodo del re Vaṭṭagāmaṇī (30 a.C.) fu rivista dai monaci del Mahāvihāra. Non sappiamo se e quali modifiche contenesse rispetto alle redazioni precedenti, in quanto anche gli altri canoni cingalesi delle scuole avversarie del Mahāvihāra (le scuole di stampo mahāyāna Dhammaruciya e Sagaliya) non sono sopravvissuti alle decisioni politiche-religiose del sovrano cingalese Parakkamabāhu I il quale, nell'XII secolo, decise che solo le dottrine del monastero Mahāvihāra potevano essere insegnate sull'isola.
E ancora un secolo circa dopo l'era di questo sovrano, durante il regno di Parākramabāhu II (1236-1271), i monaci dell'isola erano talmente poco edotti delle scritture canoniche che queste, insieme a testi di grammatica, di filosofia e di altre scienze dell'epoca, furono fatte tutte venire dal Jambudīpa, ossia dall'India.
Sono scritti in pāli e formano la base della scuola del Buddismo Theravāda. Altre versioni dei testi canonici buddisti, basati a volte su fonti ancora più antiche, formano la base dei canoni di altre scuole antiche (Buddismo dei Nikāya), presentando talvolta delle importanti differenziazioni dottrinali rispetto al Canone pāli. Tali canoni, tradotti da diversi dialetti pracritici in lingua sanscrita sotto l'Impero Kushan, furono in buona parte tradotti in cinese o in tibetano e ancora oggi si trovano conservati in queste lingue.